# Kanton Vinça
Kanton Vinça (fr. Canton de Vinça) je francouzský kanton v departementu Pyrénées-Orientales v regionu Languedoc-Roussillon. Skládá se z 18 obcí.

## Obce kantonu
- Baillestavy
- Boule-d'Amont
- Bouleternère
- Casefabre
- Espira-de-Conflent
- Estoher
- Finestret
- Glorianes
- Ille-sur-Têt
- Joch
- Marquixanes
- Montalba-le-Château
- Prunet-et-Belpuig
- Rigarda
- Rodès
- Saint-Michel-de-Llotes
- Valmanya
- Vinça